# Kids Return
Kids Return (キッズ・リターン?, Kizzu Ritān) è un film del 1996 scritto e diretto da Takeshi Kitano.
È stato presentato nella Quinzaine des Réalisateurs al 49º Festival di Cannes.

## Trama
Masaru e Shinji sono due amici e compagni di classe, bulletti nullafacenti, che passano il giorno a disturbare in classe e a fare scherzi, più o meno pesanti, sia ai loro compagni che ai professori.
I due scapestrati cercano al di fuori della scuola la loro strada verso il successo e il riscatto: Shinji tenta di sfondare nel mondo della boxe, mentre Masaru si affilia a una gang locale della Yakuza. Tutti e due però, a causa della loro indole trasgressiva e indisciplinata, falliranno miseramente.
I due si ritrovano però a un nuovo punto di partenza che dona una nuova speranza a due giovani incapaci di adattarsi al sistema.

## Colonna sonora
Il film è accompagnato dalla splendida colonna sonora di Joe Hisaishi, alla sua terza collaborazione con Kitano.

### Tracce
1. "Meet Again" - 5:02
2. "Graduation" - 1:07
3. "Angel Doll" - 2:21
4. "Alone" - 1:15
5. "As a Rival" - 1:29
6. "Promise... for Us" - 5:08
7. "Next Round" - 1:28
8. "Destiny" - 3:31
9. "I Don't Care" - 2:18
10. "High Spirits" - 2:03
11. "Defeat" - 2:29
12. "Break Down" - 3:46
13. "No Way Out" - 2:51
14. "The Day After" - 0:44
15. "Kids Return" - 4:40